# Kalamukha
Kalamukha est une secte shivaïte tenant de la tradition Pashupata. Ces fidèles sont connus pour se baigner dans des cendres et pour leur ascétisme. Ils portent une marque noire (kala) au visage (mukha).